# Восстания в Южной Осетии (1918—1920)
Восстания на территории современной Южной Осетии (1918—1920) — вооружённые выступления на территории современной Южной Осетии под лозунгами национального самоопределения, установления Советской власти, отделения от Грузинской Демократической Республики и присоединения к Советской России.

## Предыстория
26 мая (8 июня) 1918 года в результате распада Закавказской Демократической Федеративной Республики (Закавказской Федерации) образовались три самостоятельных государства. Одно из них — Грузинская Демократическая Республика — предъявило свои права на территорию современной Южной Осетии. Вообще говоря, существование региона с таким названием грузинскими властями официально не признавалось — обычно утверждалось, что речь идёт об историко-географической области Шида-Картли, в которой несколько уездов населяют осетины.
К этому времени в регионе уже функционировал Национальный Совет Южной Осетии, первый съезд которого состоялся 6—9 июня 1917 года в поселке Джава. Национальный Совет, состоявший из представителей различных политических партий (эсеры, анархисты, меньшевики, большевики и др.), в своём постановлении по национальному вопросу высказался за предоставление южным осетинам «права свободного самоопределения».

## Первое восстание
Первое крестьянское восстание на территории современной Южной Осетии вспыхнуло при Закавказской Федерации, в марте 1918 года, совпав по времени с наступлением турецких войск в Закавказье. Восстание было подавлено грузинскими регулярными войсками и Народной гвардией.

## Второе восстание
Второе восстание началось осенью 1919 г, когда грузинское меньшевистское правительство Н. Жордания ответило отказом на предложение Советской России заключить военный союз и совместными силами завершить уничтожение белогвардейских войск генерала Деникина, прижатых Красной Армией к Кавказу. Грузия, опасаясь негативной реакции со стороны Антанты и рассчитывая на поддержку Великобритании в вопросе присоединения территории Аджарии (района Батуми), предложила вместо этого начать переговоры по политическому урегулированию отношений (с тем, чтобы добиться от РСФСР признания самостоятельности Грузии).

## Третье восстание
30 января 1920 года был создан Юго-Осетинский Окружком РКП(б).
23 марта на заседании Кавказского Краевого комитета РКП(б) было принято решение о провозглашении Советской власти в Южной Осетии и организации Юго-Осетинского ревкома.
6 мая Юго-Осетинский ревком принял решение: «…подчиняясь приказу Кавказского краевого комитета, признаём необходимым объявить Советскую власть, пока в Рокском районе, закрыть ущелье… присоединиться к РСФСР… о чём известить Москву и демократическую Грузию». Буквально несколькими неделями ранее Советская власть была установлена в Азербайджане.
Из Терской области РСФСР в Южную Осетию через Рокский перевал был направлен отряд советских войск при двух орудиях. Совместно с отрядом местных повстанцев они захватили Цхинвали. Для подавления восстания были направлены регулярные войска и части Народной гвардии.
7 мая в Москве был подписан мирный договор между РСФСР и Грузией. По его условиям Советская Россия безоговорочно признавала независимость и самостоятельность Грузии и обязывалась не вмешиваться в её внутренние дела.
28 мая ЦК РКП(б) и Всероссийскому ЦИКу рабочих и крестьянских депутатов был направлен «Меморандум трудовой Южной Осетии», в котором было заявлено стремление Южной Осетии войти «в состав Советской России на общем основании НЕПОСРЕДСТВЕННО».
8 июня 1920 года осетинские отряды, нанеся поражение грузинским войскам, заняли Цхинвали. Ревком Южной Осетии издал приказ о провозглашении в Южной Осетии («от Они до Душета») Советской власти и «присоединении к Советской России». Это послужило поводом грузинскому правительству к началу давно готовившегося широкомасштабного вооружённого вторжения в Южную Осетию.
Меньшевистское руководство Грузии направило в Южную Осетию армию, объявив осетин «виновниками всех бед Грузии». В одной грузинской газете, поддерживавшей репрессии против восставших, их называли «изменниками, ядовитыми змеями с их детёнышами, которые должны быть уничтожены» (газета «Эртоба», 20 июня 1920 г.).
17 июня 1920 года грузинская армия под командованием полковника Чхеидзе начала операцию против большевистской власти в Южной Осетии.
20 июня грузинской армией было уничтожено большевистское руководство Южной Осетии — расстреляны 13 большевиков.
Лишь в 1921 году, после установления в Грузии Советской власти, часть беженцев смогла вернуться в свои дома. Многие из них, однако, так и остались на исторической родине — в Северной Осетии.
С ростом этнической напряженности в Южной Осетии в конце 1980-х годов вновь всплыла тема конфликта 1918—1920 годов. Юго-осетины рассматривают грузинские действия по подавлению восстания как акт геноцида. Согласно их версии, 387 мужчин, 172 женщины и 110 детей были убиты в результате резни; 1206 мужчин, 1203 женщины и 1732 ребенка погибли во время боевых действий. Общее число погибших составили 4812, или 5279 человек по другому источнику, т. е. 6—8 % от общей численности осетинского населения района. 
20 сентября 1990 года Юго-Осетинский областной Совет народных депутатов в своём постановлении квалифицировал события 1920 года как геноцид осетинского народа. Аналогичные резолюции были приняты Северной Осетией. 2 ноября 2006 года Народное Собрание Абхазии единогласно приняло резолюцию, признающую действия Грузии 1918—1920 и 1989—1992 годов геноцидом в соответствии с Конвенцией 1948 года.
Грузины отрицают обвинения в геноциде и считают цифры о количестве погибших преувеличенными. При этом не отрицая жестокости самих боевых действий.

## Мнения
В воспоминаниях главнокомандующего грузинской армией Георгия Квинитадзе, со ссылкой на свидетелей событий, отмечается, что никаких восстаний в Осетии (как и в Грузии) в тот период не было, настроения в массах были антибольшевистские и антирусские, а под «восстания» была закамуфлирована экспансионистская политика Москвы на Кавказе по возвращению в состав империи её бывших владений; то есть под видом «осетинских большевиков», «красных горцев» действовали отряды Красной армии.